# Sophie Auguste von Schleswig-Holstein-Gottorf

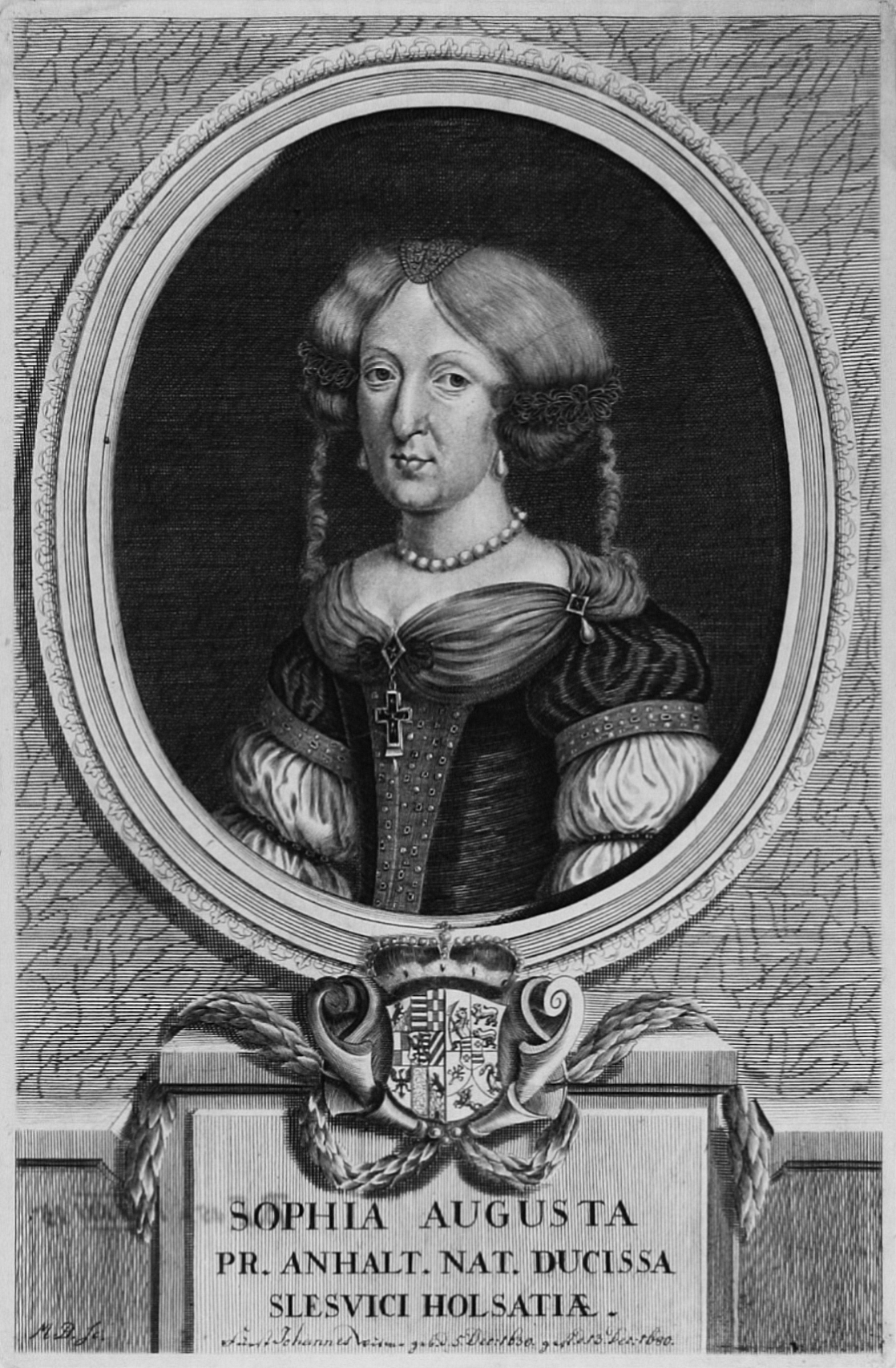
Sophie Auguste von Schleswig-Holstein-Gottorf

Sophie Auguste von Schleswig-Holstein-Gottorf (* 5. Dezember 1630 im Schloss Gottorf; † 12. Dezember 1680 in Coswig (Anhalt)) war eine Prinzessin von Schleswig-Holstein-Gottorf und durch Eheschließung Fürstin von Anhalt-Zerbst.

## Leben
Sophie Auguste war das älteste Kind des Herzogs Friedrich III. von Schleswig-Holstein-Gottorf und dessen Frau Maria Elisabeth von Sachsen, einer Tochter von Johann Georg I. von Sachsen. 
Sophie Auguste heiratete am 16. September 1649 auf Schloß Gottorf den Fürsten Johann VI. von Anhalt-Zerbst. Für die Hochzeit fertigte der Bildschnitzer Hans Gudewerth der Jüngere den reichgeschnitzten Brautwagen.
Ihr Mann starb 1667 kurz nach der Geburt des dreizehnten Kindes. Zusammen mit Landgraf Ludwig VI. von Hessen-Darmstadt und Fürst Johann Georg II. von Anhalt-Dessau übernahm Sophie Auguste bis 1674 die vormundschaftliche Regierung für ihre minderjährigen Söhne. 
Ihren Witwensitz in Coswig bezog sie 1677, nachdem der Umbau des Schlosses fertiggestellt war. Sie starb 1680. 

## Nachkommen
Von ihren dreizehn Kindern starben acht als Säuglinge oder Kleinkinder,
- Johann Friedrich (1650–1651)
- Georg (1651–1652)
- Karl Wilhelm (1652–1718), Fürst von Anhalt-Zerbst

⚭ 1676 Sophie von Sachsen-Weißenfels (1654–1724)
- Anton (1653–1714)

⚭ 1705 Auguste Antonie Marschall von Biberstein (1659–1736), „Frau von Günthersfeld“
- Johann Adolf (1654–1726)
- Johann Ludwig I. (1656–1704), Fürst von Anhalt-Zerbst-Dornburg

⚭ 1687 Christine Eleonore von Zeutsch (1666–1669)
- Joachim Ernst (1657–1658)
- Magdalene Sophie (1658–1659)
- Friedrich (*/† 1660)
- Hedwig Marie Eleonore (*/† 1662)
- Sophie Auguste (1663–1694)

⚭ 1685 Herzog Johann Ernst von Sachsen-Weimar (1664–1707)
- Albrecht (*/† 1665)
- August (1666–1667)